# Weltpostkongress 1878
Der zweite Weltpostkongress fand 1878 in Paris statt. Die Eröffnung leitete der damalige Finanzminister Léon Say im Palais Bourbon. Der Name des „Allgemeinen Postvereins“ wird auf Weltpostverein festgelegt. Austausch von Postwertzeichen zwischen den Mitgliedern des Vereins.

## Teilnehmerländer
Neben den Gründungsmitgliedern des ersten Weltpostkongresses nahmen neu teil:
- Argentinien
- Brasilien
- die Britischen Überseegebiete,
- Indien (Postgeschichte und Briefmarken indischer Fürstenstaaten)
- Indonesien
- Iran und
- Japan (Postgeschichte und Briefmarken Japans).

## Beschlüsse
Auf der festen Grundlage, die der Berner Kongress geschaffen hatte, machte die Idee der Weltpost in räumlicher und sachlicher Hinsicht rasche Fortschritte. Der Pariser Kongress hatte die Aufgabe, der bisherigen Entwicklung entsprechend einzelne Bestimmungen des Grundvertrags zu überprüfen und zu vervollständigen, den Aufbau des Vereins zu festigen und dessen Wirksamkeit nach den allgemeinen Verkehrsbedürfnissen zu erweitern. Der Weltpostvereinsvertrag erhielt hierauf im gemeinsamen Einverständnis von 32 Staaten im Wesentlichen die Gestalt, die der Weltpostvertrag (auch Hauptvertrag genannt) des Weltpostvereins bis heute in seinen Grundzügen aufweist. Dem Hauptvertrag reihten sich je ein Abkommen über den Austausch von Briefen mit Wertangabe und den Austausch von Postanweisungen an. Diesen sogenannten Nebenabkommen, deren Zahl sich bei späteren Kongressen vermehrte, konnten die dem Weltpostverein angehörenden Verwaltungen nach ihrem freien Ermessen beitreten. Die gleichmäßige Anwendung des Hauptvertrags und der Nebenabkommen ist dadurch gesichert, dass fortan gemeinsame Verwaltungsgrundsätze in Ausführungsübereinkünften (Vollzugsordnungen) zusammengefasst worden sind. Um die Fortentwicklung des Auslandsdienstes zu erleichtern, ist die Abhaltung von Konferenzen in der Zwischenzeit der Kongresse vorgesehen.
Für die freie Entwicklung des Postverkehrs überall in der Welt war von Anfang an und blieb maßgebend, dass jede Verwaltung den inneren Verkehr ihres Landes frei nach ihren Bedürfnissen regeln und mit anderen Verwaltungen besondere Verträge schließen kann, die mit dem Vereinsvertrag nicht in Widerspruch stehen. Dieser lässt auch engere Vereine zu, die Erleichterung des gegenseitigen Verkehrs zum Zweck haben. Unbeschadet dieser Vertragsfreiheit hat die tatsächliche Entwicklung dazu geführt, dass die einzelnen Verwaltungen die Beschlüsse der Kongresse und Konferenzen des Weltpostvereins für die Regel zum Anlass genommen haben, entsprechende Regelungen gleichzeitig in ihrem inneren Postdienst einzuführen, so dass allenthalben auf diese Weise eine fortschrittliche Gestaltung des Postwesens überhaupt erzielt werden konnte. Namentlich die Länder, deren Verkehrsverhältnisse zunächst noch nicht denen anderer Länder glichen, haben diesen Weg zum Nutzen des Ganzen beschritten. Auch die deutsche Verwaltung hat dies aus praktischen Gründen für die Regel getan.
Das Wertbriefabkommen (bis 5000 Schweizer Franken) und Postanweisungsabkommen (bis 500 Schweizer Franken) traten am 1. April 1879 in Kraft.